# Gösta Attorps
Karl Gösta Bruno Attorps, född 19 juli 1899 i Hallsberg, död 21 januari 1976 i Djursholm, var en svensk författare och journalist.

## Biografi
Gösta Attorps var son till köpmannen August Andersson och Anna Nyholm. Attorps blev 1930 filosofie doktor på en avhandling om poeten Pelle Molin. Från 1929 var han litteraturkritiker vid Svenska Dagbladet. I bokform utkom ett flertal essäsamlingar, reseskildringar och även barnböcker.
Även sonen Kaj Attorps var författare. Gösta Attorps är begravd på Djursholms begravningsplats.

## Skrifter
- Barn av sin tid : roman. Stockholm: Norstedt. 1926. Libris 31162
- Franskt och engelskt : bagateller från en resa. Stockholm: Norstedt. 1925. Libris 1469719
- Pelle Molin : hans liv och diktning. Stockholm: Norstedt. 1930. Libris 369438 - Akademisk avhandling Stockholm.
- Till Tatra. Stockholm: Norstedt. 1931. Libris 1351206
- Huvudstupa genom Spanien. Stockholm: Norstedt. 1933. Libris 1351205
- Barometern faller : brev från England och Irland. Stockholm: Norstedt. 1936. Libris 1361038
- En resa i Finland. Stockholm: Norstedt. 1937. Libris 1361039
- De tre musketörerna och andra essayer. Stockholm. 1938. Libris 615441
- Fältkamrater till Fänrik Stål. Stockholm. 1939. Libris 367830
- På svenska vägar. Stockholm: Wahlström & Widstrand. 1942. Libris 29233
- Ungdomsskeppen. Stockholm: Wahlström & Widstrand. 1944. Libris 1298337
- Pojkarna som fick sällskap med en cirkus. Stockholm: Wahlström & Widstrand. 1945. Libris 1388029
- Dominokungen / med teckningar av Ingrid Bade. Stockholm: Wahlström & Widstrand. 1946. Libris 1514222
- De gamla goda äventyrsböckerna. Läs på fritid ; 2. Stockholm: [Seelig]. 1948. Libris 1388027
- Lasses födelsedag / ritad av Birgitta Nordenskjöld. Stockholm: Rabén & Sjögren. 1948. Libris 1388028
- De små stegen / [omslag och teckningar av Mark Sylwan]. Stockholm: Wahlström & Widstrand. 1948. Libris 1388030
- Generaler och gemena. Stockholm: LT. 1953. Libris 1434164
- Sista tåget. Stockholm: Wahlström & Widstrand. 1956. Libris 889555
- Rastställen. Stockholm: Rabén & Sjögren. 1961. Libris 889553
- Gubben Noak i Venedig. Stockholm: Rabén & Sjögren. 1965. Libris 889490
- Markurell och påven och andra uppsatser. Stockholm: Rabén & Sjögren. 1967. Libris 7588
- Sommar i Savojen och annat utifrån / illustr. av Gunnar Brusewitz. Stockholm: Rabén & Sjögren. 1970. Libris 889624
- Genom de stora portarna / teckningar av Gunnar Brusewitz. Stockholm: Rabén & Sjögren. 1976. Libris 7233515. ISBN 91-29-46005-0